# Камелево
Каме́лево (рос. Камелево, башк. Кәмил) — присілок у складі Бураєвського району Башкортостану, Росія. Входить до складу Вострецовської сільської ради.
Населення — 66 осіб (2010; 88 у 2002).
Національний склад:
- башкири — 92 %